# Ardipithecus kadabba
Ardipithecus kadabba – wymarły ssak naczelny z rodziny człowiekowatych. Jego szczątki, liczące co najmniej 5,8–5,2 mln lat (późny miocen), znaleziono w dolinie Auasz w Etiopii w latach 1997–2001. Początkowo znaleziono sześć zębów, które uznano za należące do podgatunku Ardipithecus ramidus (Ardipithecus ramidus kadabba). Dalsze prace doprowadziły do odkrycia kolejnych szczątków, na podstawie których w 2004 stwierdzono, że takson A. kadabba stanowi odrębny gatunek.